# セタウシ山
セタウシ山（セタウシやま）は、北海道の日高郡新ひだか町にある標高858.7mの山である。山頂には二等三角点「勢多牛山」が設置されている。

## 概要
日高山脈を構成する中日高の山で、中ノ岳から南西方向に伸びる支稜線上の標高867mの無名峰からさらに派生する尾根上に位置する。一般的に三角点がある場所が山頂とされるが、東に約500m離れた所に三角点よりも標高が高い865m峰があり、この峰を最高点とする人もいる。
山名はアイヌ語の「seta-us-i（狼・多くいる・ところ）」が由来とされる。

## 登山
登山道はないため残雪期に登られることが多い。道道746号を進んで美河右股林道入口でゲート封鎖されているため、そこからは徒歩で行く。林道を進むと途中からは3153林班の林道となり、林道途中で尾根か沢に取り付いて山頂へ登るが、無雪期は藪漕ぎをして登る必要がある。山頂には「勢多牛山」と書かれた看板があり、「牛」には角が生えている。